# Еловка (Кемеровская область)
Еловка — село в Прокопьевском районе Кемеровской области. Входит в состав Каменно-Ключевского сельского поселения.

## География
Центральная часть населённого пункта расположена на высоте 395 м над уровнем моря.

## Население
| 2010 |
| ---- |
| 67   |

### Половой состав
По данным Всероссийской переписи населения 2010 года, в селе Еловка проживало 67 человек (30 мужчин, 37 женщин).